# Écriture automatique
Der französische Ausdruck Écriture automatique (dt.: Automatisches Schreiben, Automatischer Text) bezeichnet eine Methode des Schreibens, bei der Bilder, Gefühle und Ausdrücke (möglichst) unzensiert und ohne Eingreifen des kritischen Ichs wiedergegeben werden sollen. Das Schreiben erfolgt dabei klassischerweise als manuelles Schreiben mit einem Schreibgerät. Unter Verzicht auf Absichtlichkeit und Sinnkontrolle dürfen sowohl Sätze, Satzstücke, Wortketten als auch einzelne Wörter geschrieben werden. Was ansonsten in Hinsicht auf Orthografie, Grammatik oder Interpunktion als fehlerhaft gilt, kann unter diesen Bedingungen erwünscht und zielführend sein. Wichtig ist allein die Authentizität des Einfalls.
Die Surrealisten propagierten diese schriftstellerische Form der Freien Assoziation als eine neue Form der Poesie und der Experimentellen Literatur.

## Ursprung
Die Ursprünge der Écriture automatique gehen auf die Psychologie zurück. Der Begriff wurde um 1889 vom französischen Psychotherapeuten Pierre Janet im Rahmen therapeutischer Versuche geprägt, wobei der Patient im Halbschlaf, in Trance oder unter Hypnose zum Schreiben angehalten wurde, um das Unbewusste ins Bewusstsein zu holen. Janet führte dieses Schreibverfahren als psychologische Behandlungsmethode ein. Durch den unbewusst gesteuerten Schreibfluss erhält der Patient neue Ideen bzw. neue Kombinationen von Ideen oder Assoziationen, und so können unbewusste Eindrücke und Erlebnisse verarbeitet werden. Die Methode wird auch verwendet, um den Schreibstart zu erleichtern oder um Schreibblockaden abzubauen.

## Surrealismus
In der Literatur wurde die Methode der Écriture automatique von der Gruppe der Surrealisten um André Breton und Philippe Soupault im Paris der 1920er Jahre adaptiert. Das bekannteste Werk, das auf diese Weise entstand, sind Les Champs magnétiques (Die magnetischen Felder).
Das automatisch Niedergeschriebene, welches sich einem planvollen Aufbau ebenso widersetzt wie einer nachträglich zensierenden Korrektur, diente hier nicht zur Heilung von Krankheiten, zur Erstellung von Psychogrammen oder zur Überwindung von Persönlichkeitsspaltungen, sondern postulierte die unbewussten, traumhaften und spontanen Elemente menschlicher Eingebung als Grundlage für eine neue Art der Kreativität.

### Cadavre Exquis
Im Cadavre Exquis entwickelten die Surrealisten eine Art visuelles Gegenstück zur Écriture automatique. In diesem Fortsetzungs-Spiel mit gefaltetem Papier wird ein Satz oder eine Zeichnung durch mehrere Personen nacheinander geschaffen, ohne dass diese von der jeweils vorhergehenden Stufe Kenntnis haben. Breton erklärte, dass man dadurch über ein unfehlbares Mittel verfüge, das kritische Denken auszuschalten und der metaphorischen Fähigkeit des Geistes freie Bahn zu verschaffen. Das Beispiel, das dem Spiel seinen Namen gegeben hat, bildet den ersten Teil eines auf diese Weise gewonnenen Satzes: Le cadavre-exquis-boira-le-vin-nouveau („Der köstliche-Leichnam-wird-den-frischen-Wein-trinken“).
Neben ihrer automatischen Schreibmethode knüpften die Surrealisten auch in ihren Traum- und Hypnose-Experimenten unmittelbar an die Psychoanalyse Sigmund Freuds an, der die freie Assoziation als „verbale Zauberleiter“ zu den Quellen des Unbewussten nutzte. Regelmäßig erschienen in der Zeitschrift Littérature Traumprotokolle der Surrealisten, etwa das einer Séance, in der René Crevel, Robert Desnos sowie Benjamin Péret „wie richtige Automaten, getrieben von prophetischer Raserei, in Raserei, in Trance reden, schreiben und zeichnen“.

### Frottage
In der Bildenden Kunst ist das von Max Ernst begründete Verfahren der Frottage (Durchreiben) mit der Écriture automatique verwandt. Auch hier wurde jeder bewusste Einfluss ausgeschlossen, sodass es als bildnerisches Äquivalent zum automatischen Schreiben gelten kann.

### Anagramm
Die surrealistische Künstlerin Unica Zürn entwickelte in ihrer Anagramm-Methode eine modifizierte Variante der Écriture automatique.

## Vorläufer in der Literatur
Die automatische Schreibweise in der Literatur war allerdings keine Erfindung der Surrealisten. Experimentelles „automatisches“ Schreiben wurde schon von den Zürcher Dadaisten vollzogen, die in ihren Gesprächen und Diskussionen dem Zufall in „Form einer mehr oder weniger assoziativen Sprechweise, in welcher […] Klänge und Formverbindungen zu Sprüngen verhalfen, die scheinbar Unzusammenhängendes plötzlich im Zusammenhang aufleuchten ließen“ dezidiert eine Rolle zuwiesen. 1917 entstand eine Anzahl gemeinsam verfasster automatischer Zufallstexte von Tristan Tzara, Walter Serner und Hans Arp, sogenannte „Simultangedichte“, über die Arp berichtet:

„Tzara, Serner und ich haben im Café de la Terrasse in Zürich einen Gedichtzyklus geschrieben: „Die Hyperbel vom Krokodilcoiffeur und dem Spazierstock“. Diese Art Dichtung wurde später von den Surrealisten 'Automatische Dichtung' getauft. Die automatische Dichtung entspringt unmittelbar den Gedärmen oder anderen Organen des Dichters, welche dienliche Reserven aufgespeichert haben. Weder der Postillon von Lonjumeau noch der Hexameter, weder Grammatik noch Ästhetik, weder Buddha noch das Sechste Gebot sollten ihn hindern. Der Dichter kräht, flucht, seufzt, stottert, jodelt, wie es ihm paßt. Seine Gedichte gleichen der Natur. Nichtigkeiten, was die Menschen so nichtig nennen, sind ihm so kostbar wie eine erhabene Rhetorik; denn in der Natur ist ein Teilchen so schön und wichtig wie ein Stern, und die Menschen erst maßen sich an, zu bestimmen, was schön und was häßlich sei.“

Arp hat derart gemeinsames Arbeiten sowohl in der bildenden Kunst als auch in der Literatur gemeinsam mit Sophie Taeuber, Kurt Schwitters, Max Ernst, Marcel Duchamp, Paul Éluard und anderen vollzogen. Er hat dabei wiederholt das Unpersönliche als seine Absicht erklärt.
Breton systematisierte mit der Écriture automatique eine Schreibtechnik, die auch schon bei Schamanen praktiziert, von Goethe in Dichtung und Wahrheit als „nachtwandlerischen Dichten“ geschätzt und von Achim von Arnim eingesetzt wurde, um dem Druck der Reflexion zu entkommen.
Als Vorläufer der Écriture automatique wird oft auch der französische Dichter Lautréamont mit seinen Gesängen des Maldoror genannt.
Versuche automatischer Niederschriften sind auch für Gertrude Stein belegt und in einem 1896 von ihr und Leon M. Solomon verfassten Aufsatz Normal Motor Automatism zugänglich.
In der Literaturgeschichte gab es die unterschiedlichsten Versuche, der sprachlichen und ästhetischen Kontrolle einen möglichst freien und unzensierten Ausdruck innerer Vorgänge entgegenzusetzen. Eine ähnliche Schreibweise wird etwa schon vom jüdisch-griechischen Philosophen Philo von Alexandria berichtet, der ein Zeitgenosse Jesu war. Er beschreibt die Ekstase als einen Vorgang, in dem der Verstand ("nous") dem göttlichen "pneuma" weicht.

## Weitere Anwendungen
Die Methode findet auch im Magischen Realismus und der Neuen Sachlichkeit Anwendung.
Jack Kerouac, Mitbegründer der amerikanischen Subkultur der Beat-Poesie, baute das automatische Schreiben der Surrealisten aus und schuf so seine Romane Unterwegs (1957) und Gammler, Zen und hohe Berge (1958). Er beschrieb das Schreiben als Zustand spontaner Wahrnehmungskonzentration, den er mithilfe der Zen-Meditation förderte. In der amerikanischen Schreibbewegung nimmt das Freewriting immer noch einen wichtigen Platz ein.
Auch das Clustering setzt die Idee des automatischen Schreibens fort.
Der französische Comic-Zeichner Jean Giraud (Moebius) beschrieb seine Arbeitsmethode, unter Cannabiseinfluss zeichnend zu improvisieren, als dessin automatique.

## Bibliographie
- André Breton, Philippe Soupault: Les Champs magnétiques / Die magnetischen Felder (Text französisch und deutsch), übersetzt und mit einem Nachwort von Ré Soupault, Wunderhorn, Heidelberg 1990, ISBN 3-88423-045-X
- Walter Benjamin, Der Sürrealismus. Die letzte Momentaufnahme der europäischen Intelligenz, in: Ders., Angelus Novus, Ausgewählte Schriften 2, Suhrkamp, Frankfurt/Main 1961
- André Breton: Manifest des Surrealismus (1924), in: Der Surrealismus, übersetzt von Ruth Henry, Hg. Patrick Waldberg, Dumont, Köln 1965
- André Breton: Der Surrealismus und die Malerei (1928 und 1945), in: Der Surrealismus, Hg. Patrick Waldberg, Köln 1965
- André Breton: Das Manifest des Surrealismus, in: Ders., Die Manifeste des Surrealismus, übersetzt von Ruth Henry, Rowohlt, Reinbek 1967
- André Breton: Was der Surrealismus will (1953), in: Ders., Die Manifeste des Surrealismus, übersetzt von Ruth Henry, Rowohlt, Reinbek 1976,
- André Breton und Paul Éluard: Bemerkungen zur Poesie, (Erstveröffentlichung: La Révolution surréaliste Nr. 12, Dezember 1929), in: Als die Surrealisten noch recht hatten. Texte und Dokumente, Hg. Günter Metken, 1. Aufl. Stuttgart 1976, 3. Aufl. Hofheim 1983
- André Breton, Die automatische Botschaft (1933). In: The Message. Kunst und Okkultismus, hrsg. v. Claudia Dichter, Hans Günter Golinski, Michael Krajewski, Susanne Zander. Walther König: Köln 2007, S. 33–55 ISBN 978-3-86560-342-5. (mit Illustrationen)
- Erich Köhler: Der literarische Zufall, das Mögliche und die Notwendigkeit, München 1973
- Xaviére Gauthier, Surrealismus und Sexualität. Inszenierung der Weiblichkeit, Wien/Berlin 2. Aufl. 1980 (Paris 1971)
- Tristan Tzara: Versuch über die Lage der Poesie, in: Als die Surrealisten noch recht hatten. Texte und Dokumente, Hg. von Günter Metken, 1. Aufl. Stuttgart 1976, 3. Aufl. Hofheim 1983
- The Surrealists Look At Art, Eluard, Louis Aragon, Soupault, Breton, Tzara, Hg. Pontus Hulten, Venice/Ca. (The Lapsis Press) 1991
- Friedrich Kittler, Aufschreibesysteme 1800/1900, München (Fink) 1985, 3., vollständig überarbeitete Neuauflage 1995
- Regina Mundel, Bildspur des Wahnsinns. Surrealismus und Postmoderne, eva, Hamburg 1997
- Unda Hörner, Die realen Frauen der Surrealisten. Simone Breton, Gala Eluard, Elsa Triolet, Suhrkamp, Frankfurt/M. 2002 ISBN 3-518-39316-2
- Manfred Hilke: L'écriture automatique – Das Verhältnis von Surrealismus und Parapsychologie in der Lyrik von André Breton, Peter Lang, Frankfurt/Main 2002, ISBN 3631397976
- Peter Gorsen, Der Eintritt des Mediumismus in die Kunstgeschichte. In: The Message. Kunst und Okkultismus, hrsg. v. Claudia Dichter, Hans Günter Golinski, Michael Krajewski, Susanne Zander. Walther König: Köln 2007, S. 17–32. ISBN 978-3-86560-342-5.